# Rolando
Rolando Jorge Pires da Fonseca (født 31. august 1985 i São Vicente), kendt som Rolando, er en Kap Verde-født professionel fodboldspiller fra Portugal der spiller som forsvarsspiller. Han spiller for Olympique Marseille.
Han fik debut for Portugals fodboldlandshold i februar 2009.

## Klubkarriere
Rolando begyndte i 1999 at spille fodbold i S.C. Campomaiorenses ungdomsafdeling. I 2003, kort tid før sin 18 års fødselsdag, rykkede han til Lissabon-klubben C.F. Belenenses. Den 28. august 2004 fik han debut for klubben i Primeira Liga, da han spillede hele kampen og scorede ét mål i 3-0 sejren på hjemmebane over C.S. Marítimo. I sæsonen 2007/08 spillede han 30 ligakampe for Belenenses, og var medvirkende til at klubben endte på 8. pladsen.
Den 15. april 2008 meddelte storklubben FC Porto at de havde indgået en 4-årig kontrakt med Rolando. I sin første sæson gik han direkte ind i startopstillingen, og var medvirkende til at klub-veteranen Pedro Emanuel måtte tage plads på bænken. Sammen med Bruno Alves udgjorde Rolando midterforsvaret i klubben, og vandt det portugisiske mesterskab samt pokalturneringen Taça de Portugal. Rolando spillede 28 ligakampe og scorede tre mål i 2009/10.
I den efterfølgende sæson missede Rolando kun én ligakamp for FC Porto, som genvandt det nationale mesterskab. I samme sæson vandt Porto og Rolando også UEFA Europa League, med en sejr på 1-0 i Dublin over landsmændene fra S.C. Braga.
Rolando startede sæsonen 2011/12 med at score begge FC Portos mål, i 2-1 sejren i Supertaça Cândido de Oliveira over Vitória Sport Clube. Rolando vandt i 2012 sit tredje portugisiske mesterskab.

## Landshold
Som 15-årig flyttede Rolando fra Kap Verde til Portugal, og han fik i 2006 portugisisk statsborgerskab.
Rolando debuterede 11. februar 2009 for Portugals fodboldlandshold i en venskabskamp mod Finland. Den daværende landstræner Carlos Queiroz udtog i sommeren 2010 Rolando til den 23-mands trup der skulle repræsenterer Portugal ved VM i fodbold 2010 i Sydafrika. Rolando fik ingen kampen i turneringen.
I midten af maj 2012 blev han af landstræner Paulo Bento udtaget til Europamesterskabet i fodbold, der skulle spilles i Ukraine og Polen. Rolando blev noteret for sin første kamp i turneringen, da han ét minut før tid blev indskiftet i gruppekampen mod Danmark.
Han var den 16. juni 2012 registreret for 15 landskampe og ingen mål for nationalmandskabet.

## Titler
- UEFA Europa League: 2010–11
- Primeira Liga: 2008–09, 2010–11, 2011–12
- Taça de Portugal: 2008–09, 2009–10, 2010–11
- Supertaça Cândido de Oliveira: 2009, 2010, 2011
- UEFA Super Cup: Finaledeltager 2011